# Josef Ludwig Holub
El Profesor Josef Ludwig Holub ( nacido el 5 de febrero de 1930, en Mladá Boleslav (República Checa) - fallecido el 23 de julio de 1999, ibíd.) fue un importante botánico, que engrandeció esta ciencia en la República Checa; tanto por las descripciones de nuevas especies como por la reorganización de la sistemática de varios grupos botánicos,ayudando a tener una visión real y certera de la flora checa y europea.

## Vida
Josef Holub estudió en la Karls-Universität de Praga y enseñará allí a partir de 1953 la asignatura de Botánica.
Fue cofundador del "Instituto de Botánica Checo" donde trabajaría durante muchos años . También ayudó a la creación del "Departamento de Biosistemática", y de la revista "Folia", publicada por el "Instituto de Geobotánica y Fitotaxonómia" . 
En 1991 es nombrado Presidente de la "Sociedad Botánica Checa", que venía publicando desde 1990 la revista "Preslia".
Realizó numerosas expediciones botánicas en numerosos países del centro de Europa.

## Obra
Trabajó sobre todo en la nomenclatura taxonómica de las plantas vasculares.
Desarrolló la Sociología vegetal o Fitoecología, particularmente con sus contribuciones a la flora de Chequia y de Eslovaquia. 
- Holub, J et al. 1967. "Sobrevista de las unidades de vegetación superior de Checoslovaquia, Rozpr.Čs.Acad. Sci. Praga: 77/3: 1-75

Un ejemplo del Orden al que se dedicó exhaustívamente, fue el de las Lycopodiales. También, participó en el desarrollo de una clasificación que daría lugar al orden de las Equisetaceae. Otros Géneros donde Holub desarrolló extensos estudios fueron los helechos Dryopteris, Lastraea, y Thelypteris. Finalmente trabajó con los Helictotrichon, Avenula, Rubus y Crataegus. 
Holub fue uno de los principales autores de la "Flora de Chequia" y de la "Flora de Eslovaquia".
Tiene el gran mérito de haber publicado uno de los primeros estudios de las floras de Chequia y de Eslovaquia. Contribuyó al "Primer Listado de la Lista Roja de especies amenazadas" para ambas regiones. La publicación para Eslovaquia se editó meses después de su muerte.
Falleció de un ataque cardíaco, en plena excursión botánica, el viernes 23 de julio de 1999, a los 69 años.
- La abreviatura «Holub» se emplea para indicar a Josef Ludwig Holub como autoridad en la descripción y clasificación científica de los vegetales.[1]